# Nafana-Sienso
Pour les articles homonymes, voir Nafana.
Nafana-Sienso est une localité du nord de la Côte d'Ivoire et appartenant au département d'Odienné, dans la Région du Denguélé. La localité de Nafana-Sienso est un chef-lieu de commune.